# Weezine
El Weezine es un fanzine editado por miembros de la comunidad de webcómics en español (WEE) desde 2007, en formato cuaderno, con lomo (exceptuando el primer número), portada a color, páginas interiores en blanco y negro, 21 x 15 cm.

## Contenido
El primer número estaba dedicado a los webcómics, salió en noviembre del 2007 y contaba con viñetas de Zirta, Fadri, Morán,  Ramón Redondo, Arroyo, Ismurg, Listo Entertainment, Aitor I. Eraña, Defriki, Mr. X y Monroe, Maza, Jose, Mirian Frías Ferrer, RuntimeError, Draug, Sr. Mejillón, Moxi, Gordinflow, Rofe y Pablo Zambrano.
El segundo número estaba dedicado al tema del fin del mundo, salió en diciembre del 2008 y contaba con viñetas de Zirta, Fadri, Morán, Ramón Redondo, Ismurg, Mr. X y Monroe, the end, Borja Pascual, ARToniopastor, Zalo, RuntimeError, Jose, Jorge Barroso, Mirian Frías Ferrer, Listo Entertainment, Defriki, Aitor I. Eraña, Koopa, Anamarek, Morghost, Zelgadis, Mike FT, Bernardo del Vall, Reed y Eldras, Solrac y Verseau, Gerid TRV, Sr. Mejillón, Quetzal, Gordinflow, Adnor, Javier Garrón, Markos, Wargo, Toni T. Morro, Ameria, Darius, Draug y Alberto Silva.
El WEEzine 3 estaba dedicado a la rivalidad entre fantasía y ciencia ficción, salió en diciembre del 2009 y contenía viñetas de Zirta, Fadri, Morán, Ramón Redondo, Ismurg, Aitor I. Eraña, John Wheel, Wargo, Mr. X, RuntimeError, Katakraos, Willy Galleta, David Uriarte, Megachix, Monroe, Jose, Andrés Palomino, Tastabillo, Arroyo, Defriki, Zelgadis, Draug, Listo Entertainment, Gordinflow, April y Anamarek, Mike FT, Sr. Mejillón, Diego Moreno, Abel Alves, Laurielle, Nacho, Pedro Villarejo, Pedro Kat, Maza, Mirian Frías Ferrer, B~TenShi y Serukun, Koopa, Tréveron, Rafanás, Mailleys, Edorta, Darius, Oorlo, Red Bat, Pziko, Oxer y Repelux.
El Weezine 4 salió en diciembre de 2010 y trata sobre los dinosaurios. Editado por Francisco José Fernández Fadrique “Fadri”, con viñetas de Defriki, Treveron, Runtime-Error, Laurielle, Morán, Noa Velasco, Rafanás, Thau, Fadri, Zephiros, Juan Carlos Paridas, Willy galleta, Soul Ink Studios, Ismurg, Wargo, Trigork, Aitor I Eraña, Elfangor, GonzaHerMeg, Red Bat, Sergio Gallardo, Ryken, Kalitro, Ariadna Blake, Rafael Rivas, Ana Patricia Zazueta, Alfredo Murillo, David Uriarte, Mónica N Galván, John Wheel, Katakraos, Miquel Casals, Carlos Mal, José Carlos Soto Mendívil, Listo Entertainment, Jose, Óxer, Antonio Correas, lord John, Señor Mejillón, Chuck Draug, Carmen Segado, Osterbic, Mirian Frías Ferrer, Augusto Mora, Litos, Koopa, B Tenshi y Anamarek.

## Premios
El 2011 recibió el Premio al Mejor Fanzine en el Expocómic.

## Difusión
Al ser este un fanzine dedicado al mundo del webcómic, no se distribuye en tiendas ni por correo. Solo en los salones de cómic nacionales. Sin embargo, los números se encuentran en versión digital a partir de un año desde su publicación en el sitio de Fadri.